# Gianluca Savoini
Gianluca Savoini (Alassio, 27 settembre 1963) è un politico e giornalista italiano, il cui nome è emerso nel 2018 in una serie di inchieste giornalistiche per un presunto coinvolgimento in una trattativa commerciale tra aziende russe e italiane che avrebbe portato a finanziamenti illeciti di partiti politici italiani, in particolare della Lega.Da questo nacque una inchiesta giudiziaria che però a fine aprile 2023  è stata archiviata su richiesta della stessa accusa

## Biografia
Laureatosi in Scienze politiche presso l'Università degli Studi di Milano, Gianluca Savoini ha iniziato a collaborare ancora giovanissimo inizialmente con testate a tiratura regionale, come il Corriere Mercantile di Genova, per poi passare, una volta divenuto giornalista professionista, a testate a più ampia diffusione, tra le quali Il Giornale (dapprima nella sede di Genova e poi in quella di Milano), L'Indipendente e La Padania.
Tra la fine degli anni 1980 e i primi anni 1990, Savoini si avvicinò a gruppi di estrema destra; in particolare iniziò a frequentare il gruppo Orion, riunito intorno al suo fondatore, il militante neofascista Maurizio Murelli, il quale aveva fondato il gruppo nel 1984, dopo essere uscito di prigione avendo scontato 11 dei 17 anni e mezzo a cui era stato condannato per concorso nell’omicidio dell’agente di polizia Antonio Marino.
Nel 1991 si iscrisse alla Lega Nord, entrando nella consulta per la politica estera del movimento che si riunisce settimanalmente, e si interessò subito dei rapporti con la Russia, tanto che, come da lui dichiarato, già nell'ottobre 1993 era presente nel parlamento russo a Mosca durante l'accerchiamento del parlamento da parte dell'esercito, evento che segnò l'apice della crisi costituzionale russa del 1993. Durante quegli anni, Savoini non fu l'unico membro del gruppo Orion a entrare nelle file della Lega Nord, tra gli altri, vi fu ad esempio Mario Borghezio. Secondo quanto affermato dallo stesso Murelli in un'intervista rilasciata alla trasmissione di inchiesta Report, intervista che è stata poi trasmessa nella puntata andata in onda il 21 ottobre 2019, tali iscrizioni furono il frutto di una strategia volta a infiltrare un movimento indipendentista qual era la Lega Nord di allora con elementi neofascisti e neonazisti che portassero il movimento verso posizioni sempre più estremiste; sempre secondo Murelli, il partito scelto fu la Lega Nord "Perché debole culturalmente quindi più facile da infiltrare/affiliare".
Dal 2003 al 2006, forte della sua amicizia con Roberto Maroni, allora ministro del lavoro e delle politiche sociali, Savoini ricoprì, presso l'agenzia Italia Lavoro, il ruolo di dirigente responsabile della Comunicazione Istituzionale con il ministero presieduto da Maroni e, dopo la fine della XIV legislatura, il 27 aprile 2006, in virtù della sua esperienza giornalistica di caposervizio, caporedattore e inviato, divenne direttore della Struttura Stampa del Consiglio regionale della Lombardia, allora presieduto dal leghista Attilio Fontana.
Collaboratore e consulente per l'estero dapprima di Umberto Bossi e poi di Roberto Maroni, succedutisi alla carica di segretario del partito del Carroccio, nel 2013, Savoini diventa portavoce del neoeletto segretario Matteo Salvini. Forte della sua introduzione negli ambienti di potere russi, Savoini riesce a far intervenire al congresso della Lega dove verrà ufficializzata la nomina a segretario di Salvini, Alexey Komov, membro fondatore del Congresso Mondiale delle Famiglie, intervenuto in rappresentanza dell’oligarca russo Konstantin Valer'evič Malofeev, personaggio già allora noto alla comunità internazionale, tra le altre cose, per le sue idee estremiste che si pongono come obiettivo quello di un'Europa guidata dalla Russia, la quale, secondo Malofeev, ha il compito di salvare il continente dalla sua presunta mancanza di fede in Dio, dal dominio americano e dalla lobby gay. Malofeev sarà poi bersaglio di condanne internazionali sia europee che statunitensi per i suoi presunti finanziamenti a molti partiti euroscettici in diversi paesi europei perché alimentassero il sentimento antieuropeista, con il fine ultimo di disgregare l'UE, e per il suo presunto supporto finanziario alle truppe di separatisti attive nell'Ucraina orientale durante la guerra del Donbass del 2014.
Poco dopo l'insediamento di Matteo Salvini al vertice della Lega Nord, Gianluca Savoini diventa portavoce del neo-segretario e, nel 2014, fonda l'Associazione Culturale Lombardia Russia, le cui finalità sono quelle di promuovere le attività russe in Italia, incluso quindi lo sviluppo di relazioni tra uomini d'affari italiani e russi, e "diffondere le idee politiche russe tramite l'organizzazione di eventi culturali", nominando presidente onorario dell'associazione proprio il già citato Alexey Komov.

### Le inchieste del 2019
Nell'estate del 2019 si sono susseguite una serie di inchieste giornalistiche effettuate da L'Espresso e dal sito statunitense BuzzFeed, secondo le quali Gianluca Savoini si sarebbe incontrato, assieme ad altre cinque persone, italiane e russe, presso l'hotel moscovita Metropol per organizzare una compravendita di 3 milioni di tonnellate di gasolio di tipo "Gasoil EN 590 standards Udsl", da consegnare in 6 mesi o un anno, tra la russa Rosneft e l'italiana Eni, attraverso l'intermediazione della Avangard Oil & Gas, un'azienda facente capo per l'1% direttamente al già citato Malofeev e per il 99% a una società di proprietà di un suo dipendente. Da tale trattativa, del valore di 1,5 miliardi di dollari, sarebbero stati ricavati, in una specie di plusvalenza, un totale di più di 60 milioni di euro, derivanti da uno sconto di almeno il 4% sulla fornitura, da destinare alle campagne elettorali della Lega, in particolar modo a quella per le elezioni europee del 2019. Nella compravendita sarebbe stata inserita, come mediatrice, anche la società Orion, società registrata in Russia nel cui consiglio di amministrazione figura, oltre a Savoini, anche Claudio D'Amico, consigliere di politica estera del leader leghista. Stando a quanto affermato sia da Matteo Salvini (che aveva inizialmente affermato di non aver mai conosciuto Savoini) sia da ENI, però, la trattativa non sarebbe andata in porto e quindi il partito non avrebbe mai ottenuto finanziamenti. Tale cosa però non assolverebbe il partito del Carroccio, poiché la legge italiana sulla disciplina dei partiti politici proibisce anche solo la trattativa volta a ottenere finanziamenti da soggetti stranieri.
Per quanto riguarda le altre persone presenti all'incontro al Metropol, incontro che Savoini ha sempre detto essere stato privo di qualunque finalità inerente al finanziamento a partiti politici, tra i tre soggetti russi figuravano Andrej Jurkevič Kaharčenko e Ilja Jakuin, entrambi legati ad Aleksandr Gel'evič Dugin, ideologo antieuropeista del partito di Vladimir Putin, Russia Unita.
Intervistato riguardo alla trattativa per l’acquisto del carburante, anche Malofeev ne ha ammesso l’esistenza, e, sempre dalle investigazioni di ‘’Report’’, è emerso che essa non è stata la sola organizzata dal Savoini con la Avangard Oil & Co. Posto che nulla vieta ad un’azienda di fare da intermediario in una compravendita come questa, esiste comunque il fatto che, essendo Malofeev destinatario di sanzioni da parte dell’UE per i motivi già citati, chiunque faccia affari con l’oligarca russo è a sua volta soggetto a severe sanzioni.
Nonostante tali inchieste giornalistiche, il cui insieme è stato ribattezzato "Moscopoli" dai mass media, Savoini è stato confermato alla vice-presidenza del Comitato regionale per le Comunicazioni della Lombardia (Corecom), ossia l'autorità che vigila sulle attività di stampa nella regione, dato che una mozione di sfiducia nei suoi confronti mossa dai partiti di opposizione è stata infatti bocciata. A seguito di esse, però, nel 2019 è stata aperta un'inchiesta giudiziaria, archiviata dal GIP di Milano il 27 aprile 2023, relativa ai presunti fondi russi della Lega Nord che vedeva Savoini indagato per corruzione internazionale.
Il 5 aprile 2022, Savoini viene di fatto rimosso dalla vicepresidenza del Corecom lombardo grazie a una mozione avanzata da +Europa in seguito all'invasione russa dell'Ucraina iniziata il 24 febbraio precedente e ai rapporti di Savoini con l'invasore, e votata poi dal consiglio regionale.
A fine aprile 2023 il caso Metropol viene archiviato su richiesta della stessa accusa.